# Praga (przedsiębiorstwo)
Praga – byłe czeskie (do 1993 roku czechosłowackie) przedsiębiorstwo produkujące motocykle, samochody osobowe i ciężarowe oraz autobusy pod własną marką, istniejące w latach 1907–2006 i ponownie od 2011.

## Historia

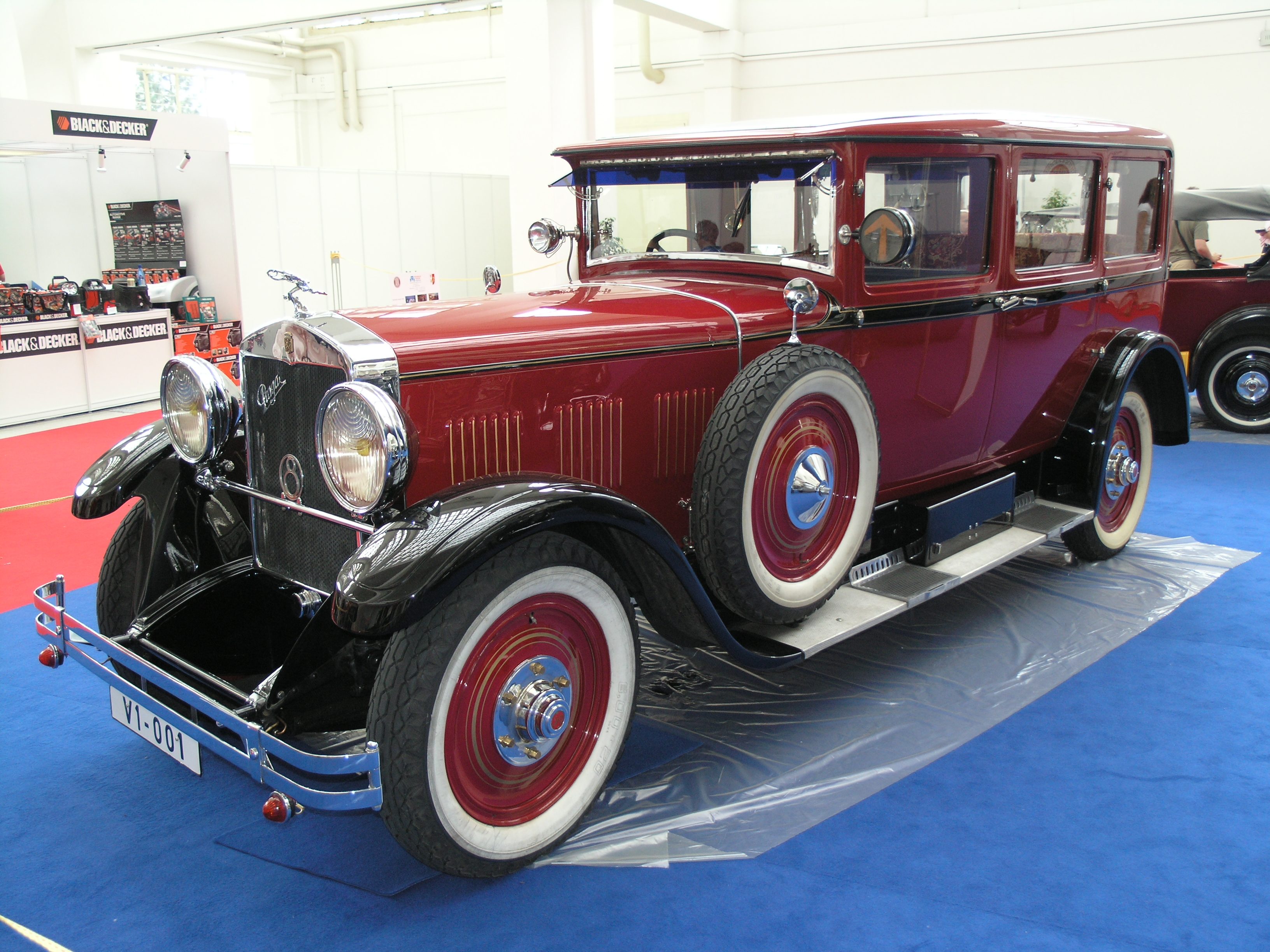
Praga Grand

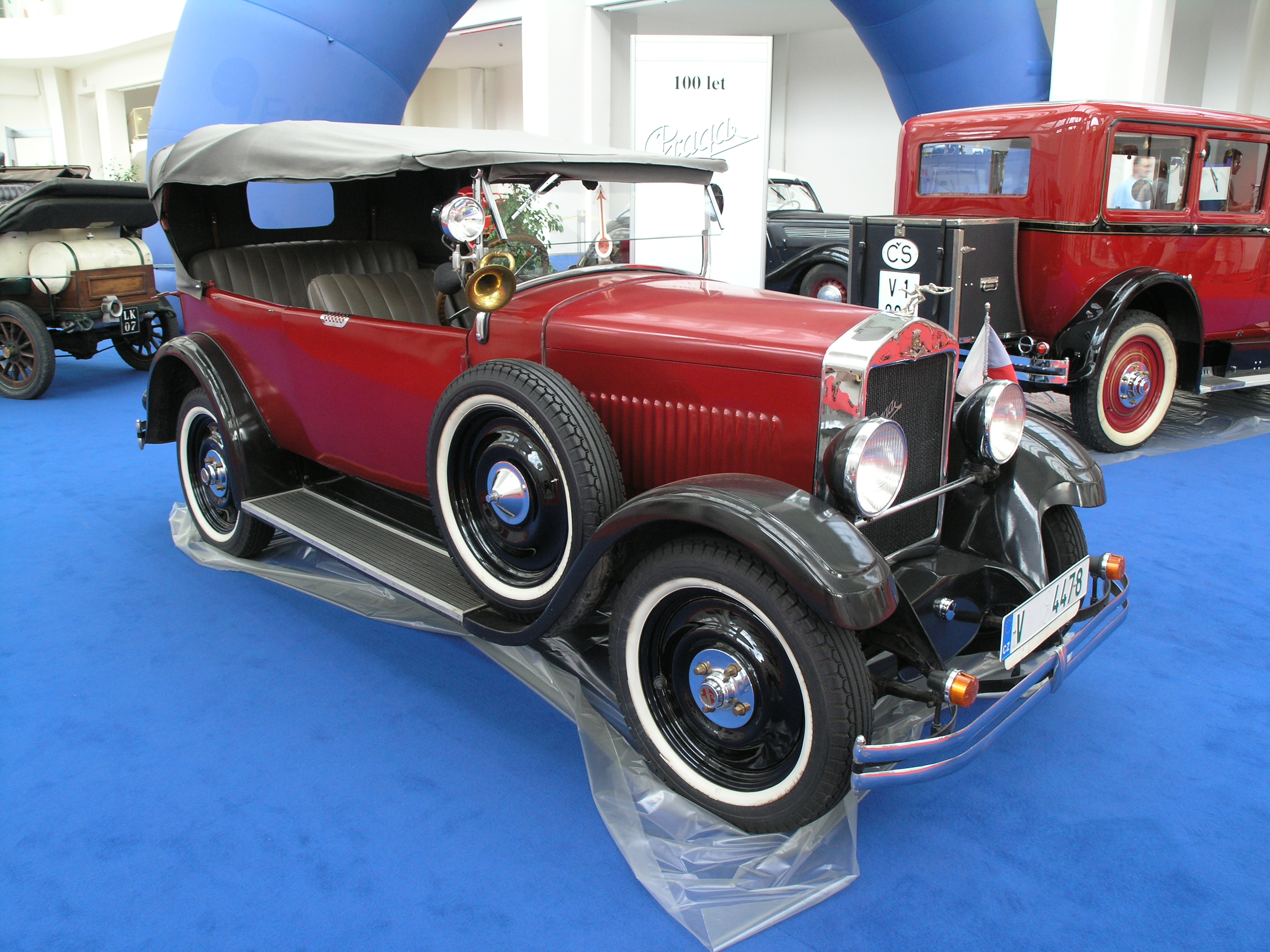
Praga Piccolo

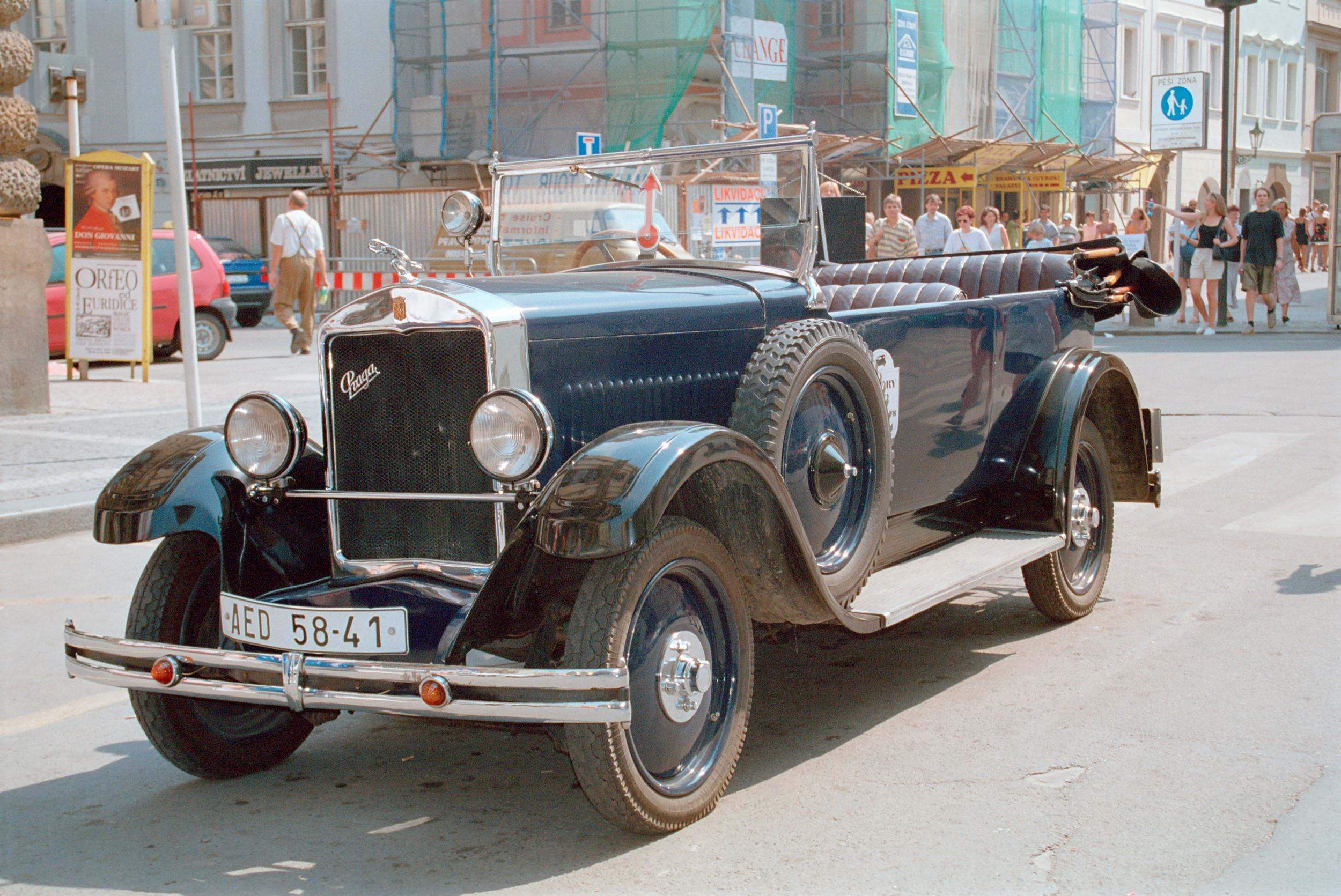
Praga Alfa

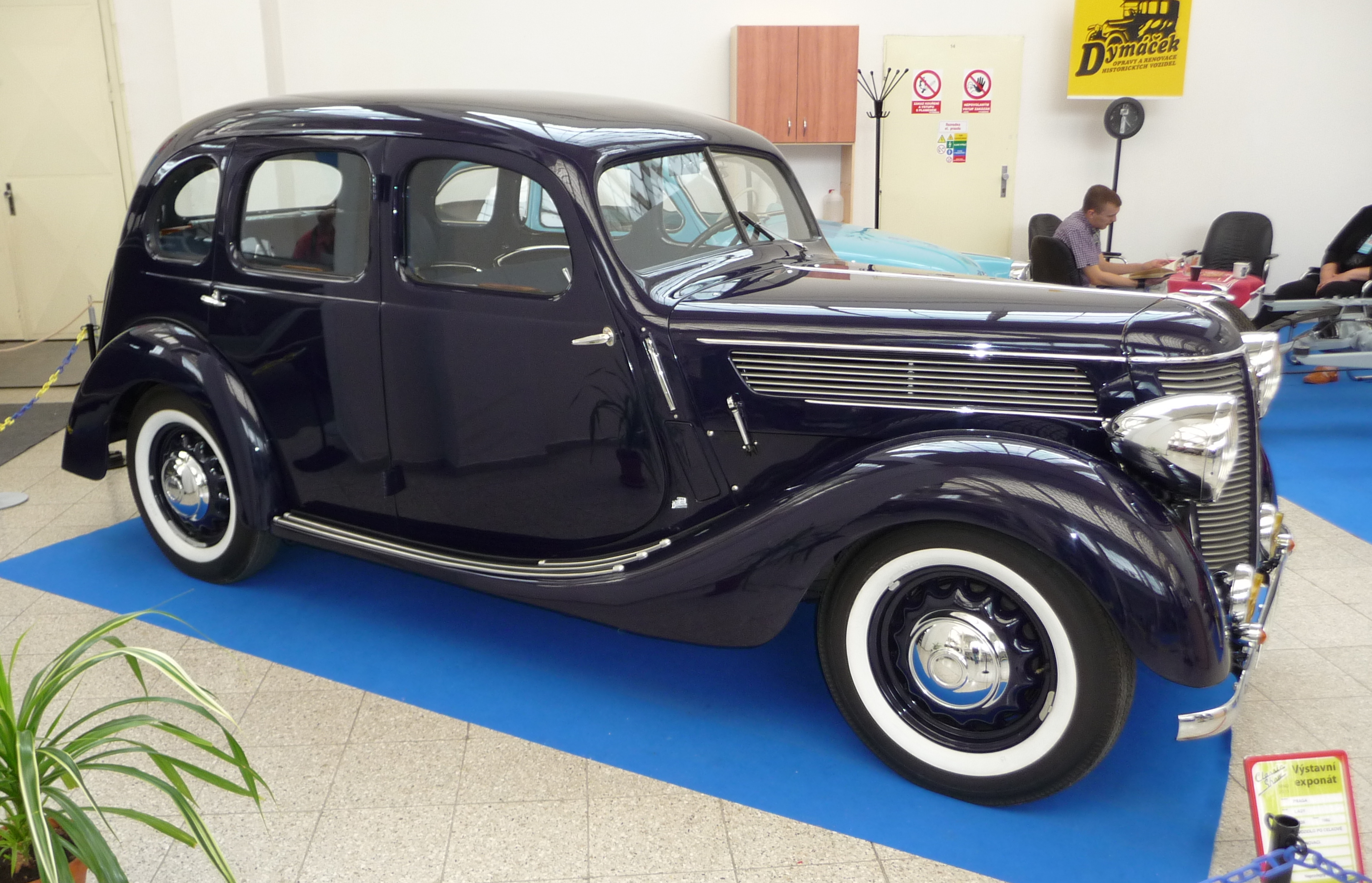
Praga Lady z 1938 roku

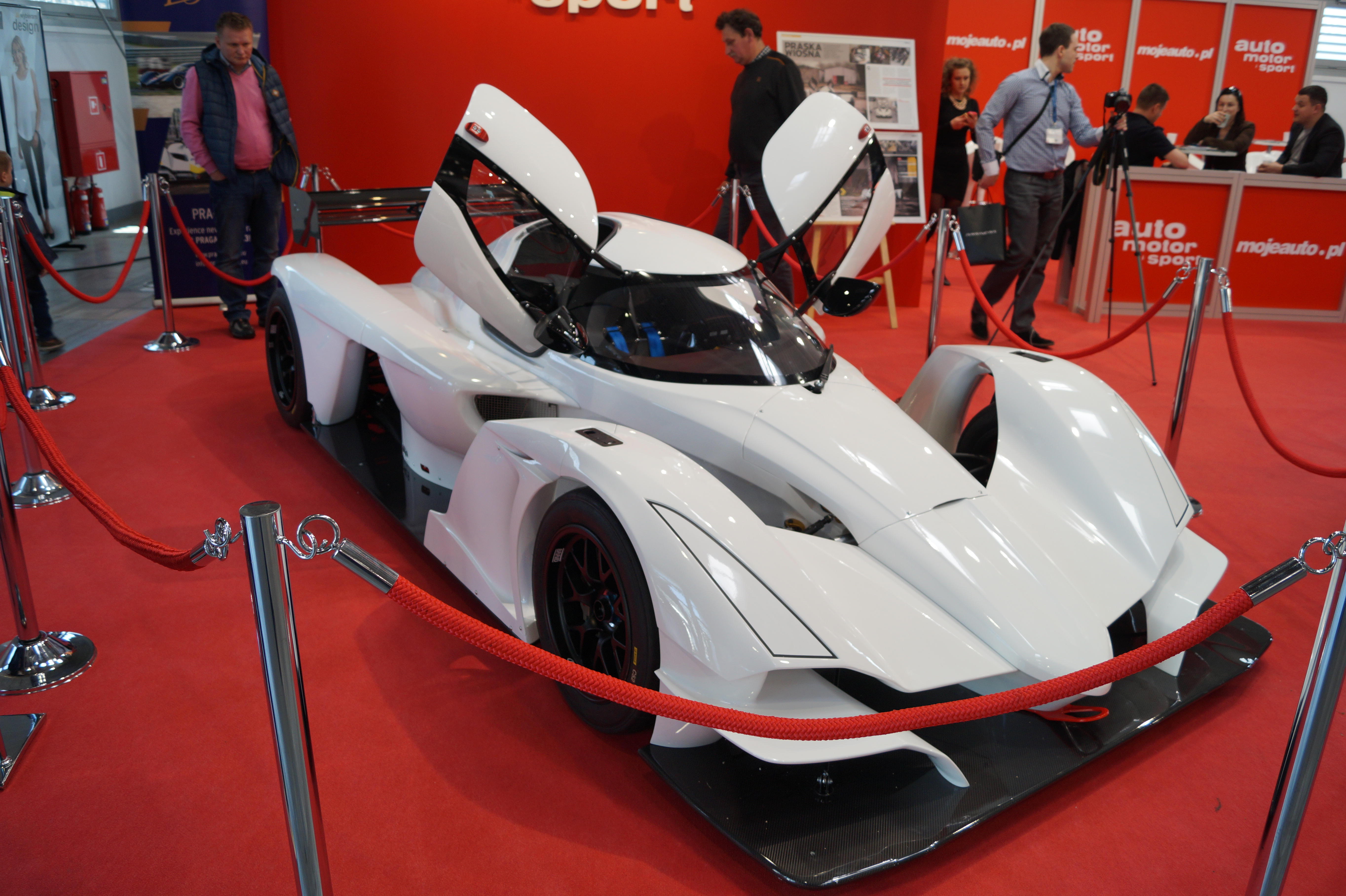
Praga R1 zaprezentowana w Poznaniu w 2015 roku

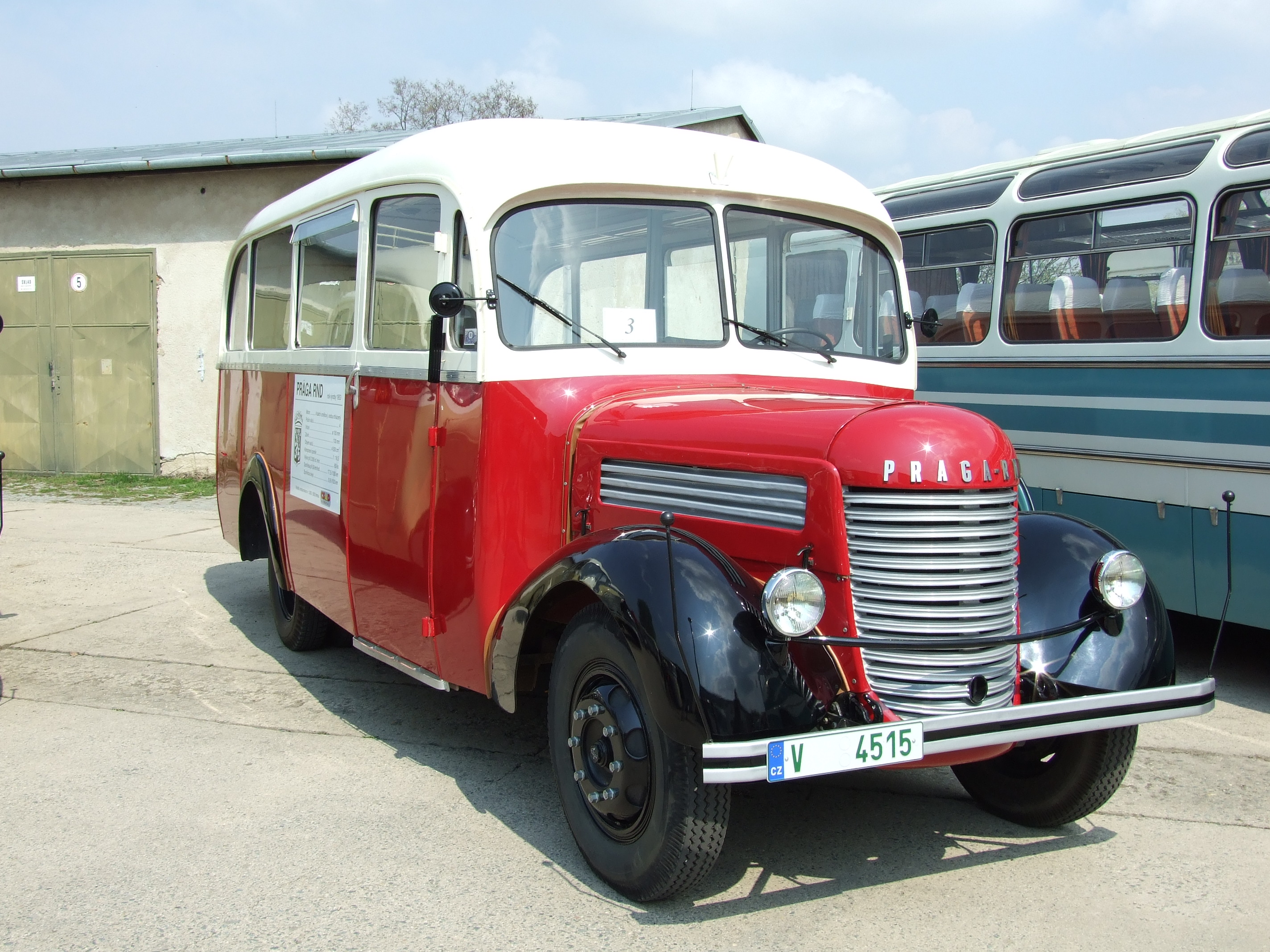
Praga RND

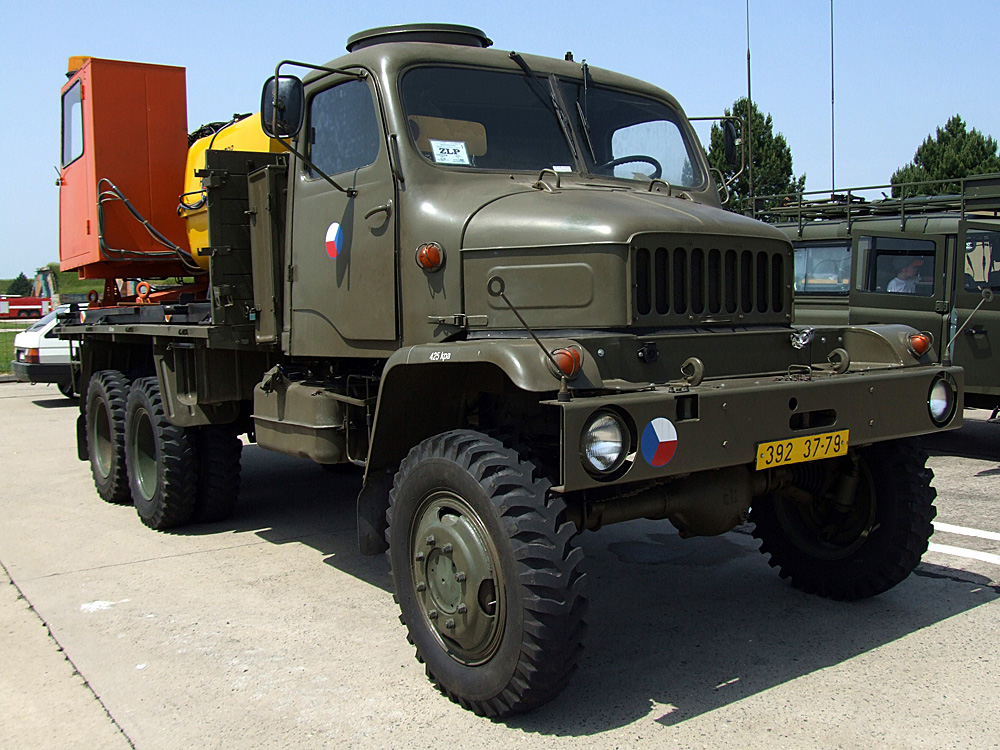
Praga V3S w wersji wojskowej

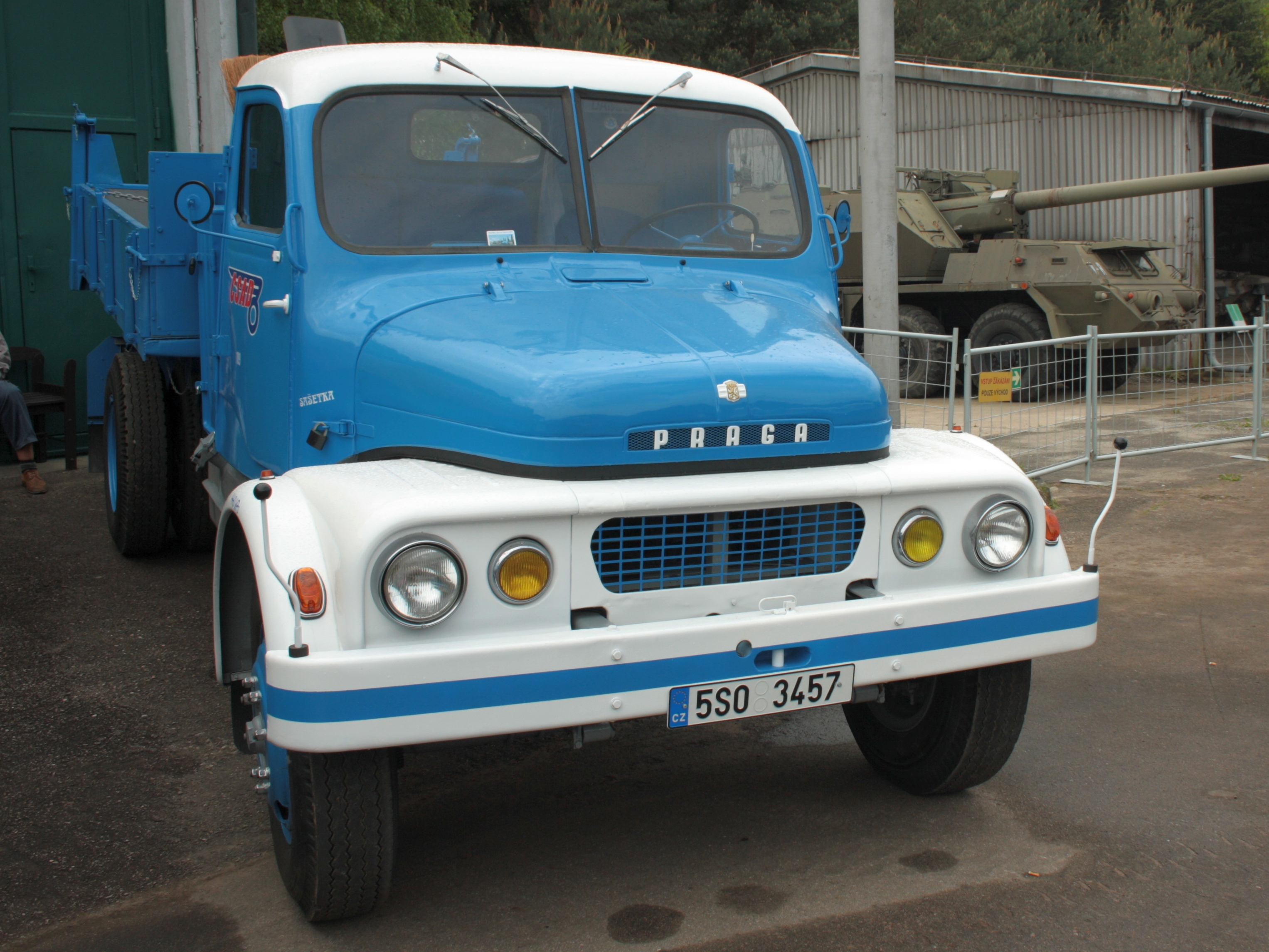
Praga S5T

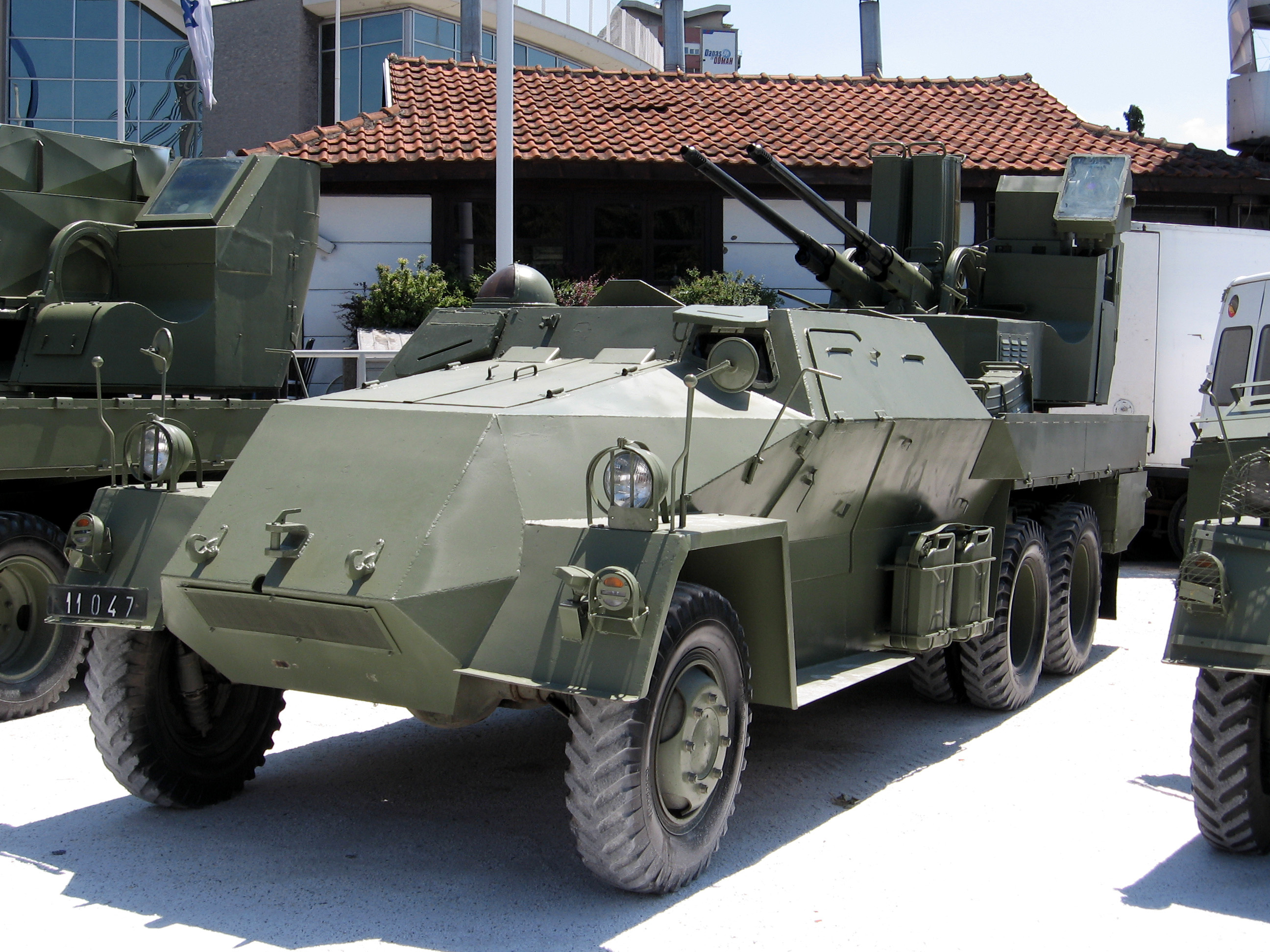
M53/59 Praga

W 1907 roku w Pradze doszło do połączenia dwóch firm – „První Českomoravská továrna na stroje” i wytwórnią barona Frantiska Ringhoffera. W wyniku fuzji powstała „Pražska továrna na automobily”, a rok później zmontowano pierwsze sześć samochodów osobowych na licencji Isotty Fraschini. W 1910 roku zmontowane zostały pierwsze ciężarówki na licencji firmy Dykomen. W 1911 roku powstały pierwsze własne konstrukcje z przyczepą o nazwie Praga V o ładowności 4 i 5 ton. Wybuch I wojny światowej zahamował produkcję samochodów osobowych. W roku 1917 powstała ciężarówka Praga N. Lata 20. przyniosły premierę 2-tonowego modelu MW i 2,5-tonowego RN. W roku 1929 powstała Praga AN-4 z silnikiem 1,9 l o mocy 30 KM. Opadowy zbiornik paliwa mieścił 34 litry. Ładowność wynosiła 1,5-1,8 t, a maksymalna prędkość 50 km/h, natomiast zużycie benzyny 15 l/100 km. W tym samym roku wyprodukowano 13 660 ciężarówek marki Praga. Od 1930 roku Praga montowała chłodzone powietrzem silniki Diesla kupowane od Deutza. W tym samym roku zaprezentowano Pragę TN, wyposażona była w 6-cylindrowy silnik o pojemności 7 litrów i mocy 85 KM. W roku 1931 powstała Praga AN-6 o ładowności 2,5 t oraz TN z silnikiem 7,8 l i mocy do 104 KM. Kolejne modele jakie powstały w 1931 roku to Praga L z 4-cylindrowym silnikiem 3,8 l, która eksportowana była do ZSRR i Praga N Deutz, która rozwijała prędkość do 35 km/h. W 1932 roku powstał kolejny model – Praga LN z 4-cylindrowym silnikiem 1,5 l i mocy 28 KM, produkowana była do roku 1941. W 1934 roku modernizację przeszły Praga RN i RND. Powstał także nowy model LD z 4-cylindrowym silnikiem 4,5 l o mocy 52 KM. W 1935 roku pojawiła się Praga SV z silnikiem 7,8 l o mocy 93 KM oraz Praga RV o mocy 68 KM. W roku 1936 pojawił się kolejny model ND-6. W roku 1939 Praga produkowała samochody osobowe, ciężarowe, autobusy, traktory, motocykle oraz walce drogowe. Agresja III Rzeszy na Europę ograniczyła produkcję samochodów. Nastąpił powrót do programu wojskowego. W roku 1943 kiedy sytuacja na froncie stała się krytyczna dla Wehrmachtu, produkcja silników została wstrzymana. Zastąpił je montaż silników czołgowych oraz pojazdów gąsienicowych. 25 marca 1945 r. alianckie bombowce zniszczyły 90 procent zabudowań fabrycznych. 
W czerwcu tego samego roku wytwórnia została przejęta przez administrację państwową i została przeniesiona do innej dzielnicy Pragi, na Vysočany. We wrześniu ruszyła produkcja przedwojennego modelu RN. Miesiąc później, 28 października decyzją prezydenta, fabryka została znacjonalizowana i otrzymała nazwę „Letecke zavody narodni podnik”, jednak modele RN, RND, ND i A150 produkowane były pod nazwą Praga. We wrześniu 1948 r. powstała „Auto Praga – narodni podnik”. Jednocześnie kończyła się produkcja samochodów osobowych. W 1952 r. zaprezentowano nowy model – Praga V3S. Ta 3-tonowa ciężarówka z napędem 6x6 przeznaczona była wyłącznie dla armii, została wyposażona w 6-cylindrowy chłodzony powietrzem silnik firmy Tatra. Rok później zakończono montaż modeli RN i RND. W roku 1956 uruchomiono produkcję modelu Praga S5T. Była to 2-osiowa ciężarówka o ładowności 5 ton. Od stycznia 1961 roku decyzją rządu Auto Praga stała się częścią kompanii Automobilowe zavody Letnany. Do Letnan przeniesiona też została produkcja modeli V3S i S5T. 1 marca 1964 roku powstała kompania Praga AZKG. Samochody ciężarowe zostały skreślone z programu produkcyjnego. Nowa firma miała specjalizować się w produkcji skrzyń biegów do ciężarówek i autobusów. O godznie dziewiątej 16 czerwca 1964 roku ostatnia Praga V3S zjechała z linii montażowej i została przeniesiona do zakładów Avii. To był definitywny koniec produkcji samochodów. Odtąd w fabryce odbywał się montaż skrzyń biegów najróżniejszych typów. W 1969 r. ruszył montaż transmisji do traktorów Zetor, a w 1972 r. skrzyń do ciężarówek marki Avia. W 1973 r. rozpoczął się montaż podwozi do pojazdów specjalnych. W latach 1974–1984 Praga budowała podwozia pod kontenerowe nadwozia Tatry i Avii, trwały prace nad automatyczną skrzynią biegów. W 1985 r. ruszyły prace nad prototypem uniwersalnego pojazdu UV80, opartego na podzespołach samochodu Avia. W 1990 roku fabryka stała się spółką skarbu państwa. Nadal produkowała skrzynie biegów. W 1992 r. ruszył montaż nowej ciężarówki UV80, w 1996 r. przekazanej do zakładu Praga Caslav a.s.. 
W 1999 roku Praga Hostivař a.s. uruchomiła produkcję motocykli crossowych oraz enduro. W 2003 roku firma splajtowała a w 2004 r. podjęte zostały próby ratowania fabryki. 23 maja 2006 roku firma International Truck Alliance nabyła w drodze przetargu wszystkie prawa do produkcji i sprzedaży czeskich samochodów Praga. Pełną gamę samochodów Praga Grand z napędem 4x4 w przedziale masy całkowitej od 10 do 18 ton. Samochody Praga miały być produkowane w zakładach Intrall w Lublinie. 
W 2011 roku Praga nawiązała współpracę ze słowacką firmą K-1 Engineering czego efektem było przygotowanie do wyścigów Dutch Supercar Challenge modelu K-1 Attack, w wersji wyścigowej nazwanej Praga R4. W 2012 roku zaprezentowano nowy model – Praga R1, który w marcu 2015 otrzymał homologację do poruszania się po cywilnych drogach.

## Pojazdy wytwarzane przez firmę Praga

### Samochody osobowe

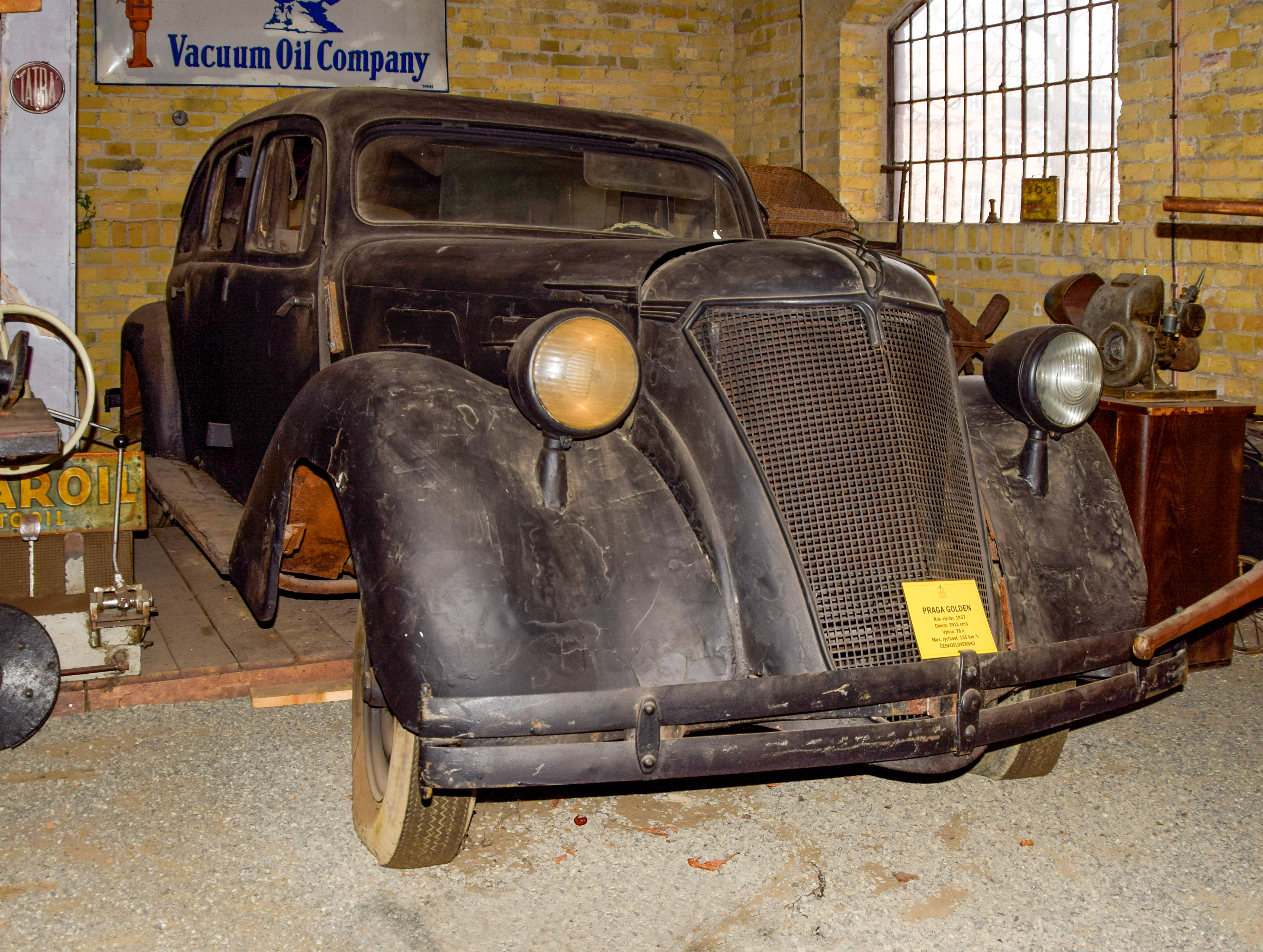
Praga Golden

- Praga Alfa (1913–1942)
- Praga Baby (1934–1937)
- Praga Golden (1934–1935)
- Praga Grand (1912–1932)
- Praga Lady (1935–1947)
- Praga Mignon (1911–1929)
- Praga Piccolo (1924–1941)
- Praga Super Piccolo (1934–1936)
- Praga R4 (2011)
- Praga R1 (2012)

### Samochody ciężarowe
- Praga L i LD (1912–1936)
- Praga AN (1924–1940)
- Praga MN (1926–1928)
- Praga LN (1932–1940)
- Praga A150 (1946–1951)
- Praga R (1913–1926)
- Praga RN (1933–1953)
- Praga RND (1934–1955)
- Praga V3S (1953–1990)
- Praga S5T (1956–1974)
- Praga S5T-N (1959–1962)
- Praga NxT (1948–1960)
- Praga V (1911–1918)
- Praga T“ (1912–1914)
- Praga N (1915–1938)
- Praga SND i SNDgs (1933–1941)
- Praga TN i TND (1930–1938)
- Praga TO (1933–1938)

### Trolejbusy
- Praga TOT (lata 30. XX wieku)